# Tropický rok
Tropický rok je doba mezi dvěma po sobě následujícími průchody pravého Slunce (středu slunečního disku) jarním bodem. Tropický rok trvá 365 dní 5 h 48 min 45,4 s (tedy 31 556 925,4 s, což se rovná 365,242 192 129 dne) středního slunečního času a je základem pro určení přestupného roku a tedy tvorbu kalendáře.
Během tropického roku se vystřídají všechna čtyři roční období. Je o 20 minut kratší než doba oběhu. Tento rozdíl je způsoben precesí zemské osy, díky níž se jarní bod posune za rok o 50,26" po ekliptice proti zdánlivému pohybu Slunce (to tedy neopíše za tropický rok plných 360°, ale jen 359° 59' 9,74").
Slovo tropický pochází z řeckého tropos, což znamená obrat. Obratník Raka a obratník Kozoroha představují totiž nejsevernější a nejjižnější oblast, ve které Slunce během svého pohybu dosáhne nadhlavníku. Pozici Slunce můžeme sledovat měřením stínu gnómonu (svislá tyč zapíchnutá v zemi) v pravé poledne. Zmiňované obratníky jsou kružnice na Zemi, na nichž jsou nejsevernější a nejjižnější body, ve kterých Slunce v příslušných okamžicích (o místním poledni v den slunovratu) nevrhá gnómón žádný stín.

## Délka tropického roku
Délka tropického roku se v dlouhodobém horizontu pomalu zkracuje. Kromě toho krátkodobě kolísá v důsledku nutace zemské osy a perturbací způsobených gravitací Měsíce a planet:
|           | dny | hod | min | s  |
| --------- | --- | --- | --- | -- |
| 1985–1986 | 365 | 5   | 48  | 58 |
| 1986–1987 | 365 | 5   | 49  | 15 |
| 1987–1988 | 365 | 5   | 46  | 38 |
| 1988–1989 | 365 | 5   | 49  | 42 |
| 1989–1990 | 365 | 5   | 51  | 06 |

## Kalendářní rok
Tropický rok je základem pro tvorbu jakéhokoli slunečního kalendáře. Délka tropického roku vyjádřená ve dnech však není celé číslo. Staroegyptský kalendářní rok s neměnnou délkou 365 dnů byl o 0,2422 dne kratší. Rozdíl jednoho dne se projevil již za 4 roky. Protože tento rozdíl nebyl korigován, neměl egyptský rok vazbu na roční období. Celý cyklus, kdy se roční období vrátila do stejných částí roku, trval přibližně 1500 let.
Pokusem o synchronizaci kalendáře s během ročních období byl juliánský rok délky 365,25 dne, který byl naopak o 0,0078 dne delší, ale rozdíl jednoho dne se projevil až za 128 let. Gregoriánský rok s průměrnou délkou 365,2425 dne je oproti tropickému roku delší pouze o 0,0003 dne, takže rozdíl jednoho dne se projeví asi za 3000 let. Navrhovaný tzv. novojuliánský kalendář by měl odchylku průměrné délky roku od tropického roku pouhých 0,000022 dne, takže rozdíl jednoho dne by se projevil až za 45 000 let.